# SN 2007ea
SN 2007ea – supernowa typu Ic odkryta 17 maja 2007 roku w galaktyce A155346-2702. W momencie odkrycia miała maksymalną jasność 18,20m.